# Georginio Rutter
Georginio Rutter (* 20. April 2002 in Plescop) ist ein französischer Fußballspieler. Der Stürmer steht seit August 2024 bei Brighton & Hove Albion unter Vertrag.

## Karriere

### Verein
Rutter, der als Sohn einer Mutter aus Réunion und eines martiniquinischen Vaters in Frankreich aufgewachsen ist, begann seine fußballerische Ausbildung bei der AS Ménimur. Nach sieben Jahren wechselte er zum OC Vannes und drei Jahre später in die Jugendakademie von Stade Rennes. Bei den Rennais unterschrieb er 2018 einen Vertrag der zweiten Mannschaft. 2018/19 gelangen ihm zehn Spiele in der National 3. In derselben Saison stand er einmal im Kader der Profimannschaft. In der nächsten Saison spielte er erneut zehn Mal, nur diesmal erzielte er vier Tore. In der Youth League war er auch dabei und konnte ein Tor in vier Spielen erzielen. In der Saison 2020/21 lief er zweimal für Stade Rennes B auf. Jedoch gab er auch sein Ligue-1-Debüt, als er gegen die AS Saint-Étienne in der Nachspielzeit für Eduardo Camavinga ins Spiel kam. Am letzten Spieltag der Champions-League-Gruppenphase wurde er kurz vor Schluss eingewechselt und erzielte ein Tor bei seinem ersten internationalen Spiel. Nach diesem Spiel wurde er von Julien Stéphan regelmäßiger eingesetzt.
Am 1. Februar gab die TSG 1899 Hoffenheim die Verpflichtung von Rutter bekannt. Die Kraichgauer zahlten 500.000 Euro für den 18-jährigen Mittelstürmer. Sein Debüt für die TSG gab er am 18. Februar 2021 in der Zwischenrunde der Europa League während eines Kurzeinsatzes gegen den Molde FK. Bei seinem Bundesliga-Debüt am 21. Februar 2021, dem 22. Spieltag der Bundesliga-Saison 2020/21, wurde er spät eingewechselt und traf in der 90. Minute zum 4:0-Endstand gegen Werder Bremen. Gegen den FC Augsburg stand er am 3. April 2021 (27. Spieltag) das erste Mal in der Startelf und spielte auch über die volle Spielzeit. In der Saison 2021/22 wurde er lediglich am letzten Spieltag aufgrund einer Schulterverletzung nicht eingesetzt. In den 33 Ligaspielen schoss er acht Tore. Dazu kamen drei Spiele im DFB-Pokal.
Mitte Januar 2023 wechselte Rutter in die Premier League zu Leeds United. Er unterschrieb einen Vertrag bis zum 30. Juni 2028 und wurde nach Klubangaben zum teuersten Transfer der Vereinsgeschichte. Die Ablösesumme soll Medienberichten zufolge nach Zahlung aller Boni bis zu 40 Millionen Euro betragen können.
Im August 2024 wechselte er zu Brighton & Hove Albion und unterschrieb dort einen Vertrag bis 2029.

### Nationalmannschaft
Rutter spielte für diverse Nationalmannschaften der FFF. Für die U17 spielte er bei der Europameisterschaft 2019 fünf Mal und erzielte dabei ein Tor. Bei der Weltmeisterschaft ein paar Monate später traf er drei Mal in ebenfalls fünf Spielen. Seit September 2021 spielte er für die U20-Nationalmannschaft der Franzosen.